# Cerbalus pellitus
Cerbalus pellitus är en spindelart som beskrevs av Kritscher 1960. Cerbalus pellitus ingår i släktet Cerbalus och familjen jättekrabbspindlar.
Artens utbredningsområde är Egypten. Inga underarter finns listade i Catalogue of Life.